# Банда шести
«Банда шести» (англ. Six Pack) — американська мелодрама з елементами комедії 1982 року режисера Деніела Петрі.

## Короткий сюжет
Брюстер Бейкер, професійний гонщик, на автомобілі з гоночним авто на причіпі прямує до місця старту гонок. У невеликому містечку Техасу, де зупиняється для дозаправки Бейкер, його гоночний автомобіль дуже швидко грабують. Бейкер переслідує автомобіль грабіжників і після того, як вони, не впоравшись із керуванням, злітають з дороги в річку, з'ясовує, що це група з шести неповнолітніх-сиріт.
Брюстеру стає ясно, що не варто мати справу з місцевою поліцією, коли він дізнається, що дітей змушує грабувати машини місцевий шериф, шантажуючи їх здачею у притулок для неповнолітніх. Діти покидають місто на машині Брюстера і, незважаючи на його наміри позбутися їх, намагаються бути корисними, щоб залишатися з ним і не бути розлученими при можливому потраплянні у притулок. Брюстер бере участь у гонках разом зі своєю командою — «бандою шести».

## Ролі виконували
- Кенні Роджерс — Брюстер Бейкер
- Даян Лейн — Гезер «Брізі» Айкенс
- Ентоні Майкл Голл — Док
- Том Ебернеті — Л'юіс
- Бенджи Вілхойт — Стівен
- Роббі Стілл — Свіфті
- Роббі Флемінг — малюк Гаррі
- Ерін Грей — Ліліан
- Баррі Корбін — «Біг Джон», корумпований шериф
- Террі Кайзер — Терк Логан

## Музика
Спеціально для фільму Кенні Роджерс написав та виконав пісню «Love Will Turn You Around», яка мала великий успіх.